# SV Ludesch
Der Sportverein Ludesch, kurz SV Ludesch, ist ein Fußballverein aus der Vorarlberger Gemeinde Ludesch. Der Verein gehört dem Vorarlberger Fußballverband (VFV) an und spielt seit der Saison 2024/25 in der Eliteliga Vorarlberg, der vierthöchsten Spielklasse.

## Geschichte
Der SV Ludesch wurde im Jahre 1971 gegründet. Nachdem der Verein in den ersten drei Jahren zunächst nur im Jugendbereich Mannschaften gestellt hatte, wurde 1974 auch erstmals eine Kampfmannschaft gemeldet. Diese spielte in den ersten Jahren immer im Unterhaus des Vorarlberger Amateurfußballs. Gleichwohl erreichte die Mannschaft bereits in ihrer dritten Saison das erste Mal das Finale des VFV-Cups. In diesem wurde man zwar vom Landesligisten FC Rätia Bludenz mit 10:0 abgeschossen, dennoch qualifizierte sich Ludesch zum ersten – und bis heute einzigen – Mal für die Hauptrunde des ÖFB-Cups in der Folgesaison. In diesem traf der Klub in der ersten Runde auf den drittklassigen Salzburger AK 1914, dem man aber mit 3:0 unterlag.
1995 gelang dem Klub dann der erstmalige Aufstieg in die Landesliga, aus der der Verein aber am Ende der Saison 1995/96 direkt wieder abstieg. Nach 22 Jahren Abwesenheit stieg der Verein am Ende der Saison 2018/19 als Fünfter der fünftklassigen Landesliga wieder in die Vorarlbergliga auf, nachdem aufgrund einer Umstrukturierung mehrere Plätze in der vierthöchsten Spielklasse frei geworden waren. Die ersten beiden Saisonen nach der Rückkehr wurde COVID-bedingt abgebrochen, die erste vollständige Spielzeit beendete Ludesch 2021/22 auf dem 14. Rang, was zum Klassenerhalt genügte.
Ab der Saison 2022/23 verlief die Entwicklung des SV Ludesch zunächst wechselhaft. Nach einer eher durchwachsenen Spielzeit, in der der Verein nur den 14. Platz in der Vorarlbergliga belegte, gelang in der darauffolgenden Saison 2023/24 eine deutliche Leistungssteigerung. Der SV Ludesch belegte den 2. Tabellenplatz und sicherte sich damit den Aufstieg in die Eliteliga Vorarlberg, die vierthöchste Spielklasse im österreichischen Fußball.

## Ligazugehörigkeit
| Saison  | Liga            | Platzierung | Anmerkung                    |
| ------- | --------------- | ----------- | ---------------------------- |
| 2015/16 | 2. Landesklasse | 3. Platz    | Aufstieg                     |
| 2016/17 | 1. Landesklasse | 2. Platz    | Aufstieg                     |
| 2017/18 | Landesliga      | 8. Platz    |                              |
| 2018/19 | Landesliga      | 5. Platz    | Aufstieg                     |
| 2019/20 | Vorarlbergliga  | 13. Platz   | Saisonabbruch wegen COVID-19 |
| 2020/21 | Vorarlbergliga  | 13. Platz   | Saisonabbruch wegen COVID-19 |
| 2021/22 | Vorarlbergliga  | 14. Platz   |                              |
| 2022/23 | Vorarlbergliga  | 14. Platz   |                              |
| 2023/24 | Vorarlbergliga  | 2. Platz    | Aufstieg in die Eliteliga    |

Seit der Saison 2024/25 spielt der SV Ludesch in der Eliteliga Vorarlberg.